# Ursinae
Ursinae je potporodica u porodici Ursidae (medvjedi). U porodicu Ursidaeu su ga svrstali Bjork (1970), Hunt (1998) i Jin i sur. (2007.).

## Sistematika
- Potporodica Ursinae Fischer de Waldheim, 1817
  -  Ursus Linnaeus, 1758
    - † Ursus abstrusus (Bjork, 1970)
    - Ursus americanus (Pallas, 1780)
    - Ursus arctos Linnaeus, 1758
    - †Ursus boeckhi Schlosser, 1899
    - †Ursus deningeri Richenau, 1904
    - †Ursus etruscus Cuvier, 1823
    - †Ursus ingressus Rabeder, Hofreiter, Nagel & Withalm 2004
    - †Ursus kudarensis Baryshnikov, 1985
    - Ursus malayanus (Raffles, 1821)
    - Ursus maritimus Phipps, 1774
    - †Ursus minimus (Devèze & Bouillet, 1827)
    - †Ursus rossicus Borissiak, 1930
    - †Ursus spelaeus Rosenmüller, 1794
    - †Ursus theobaldi Lydekker, 1884
    - Ursus thibetanus (Cuvier, 1823)
    - Ursus ursinus (Shaw, 1791)
    - †Ursus yinanensis Li, 1993

Rodovi Melursus i Helarctos se također ponekad uključuju u rod Ursus. Azijski crni medvjed i bijeli medvjed nekada su bili smješteni u svoje rodove, Selenarctos i Thalarctos ; no danas se smatraju podrodovima.